# Facu Regalía
Facundo „Facu” Regalía (ur. 23 listopada 1991 roku w Buenos Aires) – argentyński kierowca wyścigowy.

## Życiorys

### Formuła BMW
Facundo karierę rozpoczął w roku 2006, od startów w kartingu. W 2008 roku zadebiutował w Europejskiej Formule BMW. Argentyńczyk dziewięciokrotnie sięgał po punkty, czterokrotnie dojeżdżając w pierwszej dziesiątce (najlepiej spisał się na torze w Walencji, gdzie był odpowiednio szósty i siódmy). Zdobyte punkty sklasyfikowały go na 16. miejscu. W Finale Formuły BMW zajął z kolei 10. pozycję.
W drugim sezonie startów uzyskał dwukrotnie większą liczbę punktów, będąc jedenastokrotnie w czołowej dziesiątce, w tym trzykrotnie na czwartym miejscu. W klasyfikacji generalnej uplasował się na 8. lokacie. Regalía wziął udział także w Formule BMW Pacyfiku, w której zdominował rywalizację na torze w Okayamie. Nie był jednak liczony do punktacji, ze względu na brak azjatyckiej licencji.
Trzeci rok startów był jeszcze lepszy. Facu po raz pierwszy w karierze stanął na podium, zajmując podczas pierwszego wyścigu na torze w Zandvoort drugą pozycję. W zaledwie jednym wyścigu nie znalazł się z kolei w pierwszej dziesiątce (był to sprint na torze Spa-Francorchamps). Pomimo lepszych wyników zmagania ponownie zakończył na 8. miejscu.

### Formuła 3
W 2011 roku przeniósł się do Włoskiej Formuły 3. Argentyńczyk ośmiokrotnie meldował się w czołowej ósemce, a podczas zmagań na torze Imola oraz Vallelunga, stanął na odpowiednio na najniższym i średnim stopniu podium. Facu sięgnął także po pierwsze w karierze pole position. Start na Mugello zakończył jednak przedwcześnie. Szanse na wyższą pozycję w klasyfikacji generalnej pogrzebały problemy techniczne na torze Monza, przez które nie mógł wziąć udziału w żadnym z wyścigów. Ostatecznie rywalizację ukończył na 10. pozycji.
W tym samym sezonie Regalía zaliczył także epizodyczny udział w kończącej zmagania rundzie F3 Euroseries, na Hockenheimringu (nie był liczony do klasyfikacji generalnej). Pierwsze dwa starty zakończył na dziesiątym miejscu, natomiast w ostatnim nie dojechał do mety.
W sezonie 2012 Facu brał udział w serii European F3 Open. Argentyńczyk sześciokrotnie mieścił się w pierwszej trójce, a podczas wyścigów na torach na Węgrzech oraz w Walencji odniósł łącznie trzy zwycięstwa, w tym dwukrotnie na hiszpańskim obiekcie. Poza tym trzykrotnie okazał się najlepszy w kwalifikacjach, a także w jednym ze startów uzyskał najlepszy czas okrążenia (w kończącym sezon wyścigu uzyskał tzw. "hattricka"). Zdobyte punkty sklasyfikowały go na 4. miejscu.

### Auto GP
W roku 2012 Regalía wystartował w pięciu pierwszych eliminacjach serii Auto GP. Argentyńczyk dwukrotnie stanął na podium, będąc odpowiednio na drugim (na Hungaroringu) oraz trzecim (w Walencji) miejscu. W klasyfikacji końcowej uplasował się na 7. lokacie.

### Seria GP3
W 2012 roku zadebiutował w Serii GP3. Podczas rundy na torze Silverstone zastąpił Czecha Jakuba Klasterkę (w Jenzer Motorsport), natomiast na Hungaroringu Brazylijczyka Fabio Gamberiniego (w Atech GP). W żadnym z wyścigów nie zdobył jednak punktów.
W sezonie 2013 był już etatowym kierowcą ART Grand Prix. W ciągu szesnastu wyścigów, w których wystartował, raz wygrywał i sześciokrotnie stawał na podium. Przez długi czas był liderem serii. Ostatecznie uzbierane 138 punktów pozwoliło mu zdobyć tytuł wicemistrzowski.

### Seria GP2
Na sezon 2014 Argentyńczyk podpisał kontrakt z niemiecką ekipą Hilmer Motorsport na starty w serii GP2. Wystartował łącznie w ośmiu wyścigach, jednak nie zdobywał punktów. Został sklasyfikowany na 31. miejscu w końcowej klasyfikacji kierowców.

## Wyniki

### GP2
| Legenda oznaczeń w tabelach wyników Wyświetl szablon na nowej stronie | Legenda oznaczeń w tabelach wyników Wyświetl szablon na nowej stronie                                                                     |
| Oznaczenie                                                            | Wyjaśnienie |
| --------------------------------------------------------------------- | --- |
| Złoty                                                                 | Zwycięzca lub mistrzostwo |
| Srebrny                                                               | 2. miejsce lub wicemistrzostwo |
| Brązowy                                                               | 3. miejsce lub II wicemistrzostwo |
| Zielony                                                               | Ukończył, punktował (w klasyfikacji generalnej, gdy zdobył co najmniej jeden punkt na przestrzeni sezonu, poza trzema powyższymi opcjami) |
| Niebieski                                                             | Ukończył, nie punktował (w klasyfikacji generalnej, gdy nie zdobył co najmniej jednego punktu na przestrzeni sezonu)                      |
| Czerwony                                                              | Nie zakwalifikował się (NZ) |
| Czerwony                                                              | Nie prekwalifikował się (NPK) |
| Różowy                                                                | Nie ukończył (NU) |
| Różowy                                                                | Niesklasyfikowany (NS) (w klasyfikacji generalnej, gdy nie został sklasyfikowany w żadnym wyścigu sezonu)                                 |
| Czarny                                                                | Zdyskwalifikowany (DK) |
| Czarny                                                                | Wykluczony (WYK/EX) |
| Biały                                                                 | Nie wystartował (NW) |
| Biały                                                                 | Kontuzjowany (K/INJ) |
| Biały                                                                 | Wyścig odwołany (OD/C) |
| Bez koloru                                                            | Został wycofany (WYC/WD) |
| Bez koloru                                                            | Nie przybył (NP/DNA) |
| Bez koloru                                                            | Nie brał udziału w treningach (NT/DNP) |
| Bez koloru                                                            | Nie został zgłoszony (–) |
| Pogrubienie                                                           | Start z pole position |
| Kursywa                                                               | Najszybsze okrążenie wyścigu |
| †                                                                     | Nie ukończył, ale jego rezultat został zaliczony ze względu na przejechanie więcej niż 90% dystansu wyścigu.                              |
| *                                                                     | Sezon w trakcie |
| 1/2/3                                                                 | Punktowana pozycja w sprincie kwalifikacyjnym                                                                                             |
| Lista systemów punktacji Formuły 1                                    | |

| Rok  | Zespół            | Wyniki w poszczególnych eliminacjach | Wyniki w poszczególnych eliminacjach | Wyniki w poszczególnych eliminacjach | Wyniki w poszczególnych eliminacjach | Wyniki w poszczególnych eliminacjach | Wyniki w poszczególnych eliminacjach | Wyniki w poszczególnych eliminacjach | Wyniki w poszczególnych eliminacjach | Wyniki w poszczególnych eliminacjach | Wyniki w poszczególnych eliminacjach | Wyniki w poszczególnych eliminacjach | Wyniki w poszczególnych eliminacjach | Wyniki w poszczególnych eliminacjach | Wyniki w poszczególnych eliminacjach | Wyniki w poszczególnych eliminacjach | Wyniki w poszczególnych eliminacjach | Wyniki w poszczególnych eliminacjach | Wyniki w poszczególnych eliminacjach | Wyniki w poszczególnych eliminacjach | Wyniki w poszczególnych eliminacjach | Wyniki w poszczególnych eliminacjach | Wyniki w poszczególnych eliminacjach | Punkty | Pozycja |
| ---- | ----------------- | ------------------------------------ | ------------------------------------ | ------------------------------------ | ------------------------------------ | ------------------------------------ | ------------------------------------ | ------------------------------------ | ------------------------------------ | ------------------------------------ | ------------------------------------ | ------------------------------------ | ------------------------------------ | ------------------------------------ | ------------------------------------ | ------------------------------------ | ------------------------------------ | ------------------------------------ | ------------------------------------ | ------------------------------------ | ------------------------------------ | ------------------------------------ | ------------------------------------ | ------ | ------- |
| 2014 | Hilmer Motorsport | BHR                                  | BHR                                  | ESP                                  | ESP                                  | MON                                  | MON                                  | AUT                                  | AUT                                  | GBR                                  | GBR                                  | DEU                                  | DEU                                  | HUN                                  | HUN                                  | BEL                                  | BEL                                  | ITA                                  | ITA                                  | RUS                                  | RUS                                  | ARE                                  | ARE                                  | 0      | 31      |
| 2014 | Hilmer Motorsport | NU                                   | 20                                   | NU                                   | 17                                   | NU                                   | 21                                   | NU                                   | 24                                   | -                                    | -                                    | -                                    | -                                    | -                                    | -                                    | -                                    | -                                    | -                                    | -                                    | -                                    | -                                    | -                                    | -                                    | 0      | 31      |

### GP3
| Legenda oznaczeń w tabelach wyników Wyświetl szablon na nowej stronie | Legenda oznaczeń w tabelach wyników Wyświetl szablon na nowej stronie                                                                     |
| Oznaczenie                                                            | Wyjaśnienie |
| --------------------------------------------------------------------- | --- |
| Złoty                                                                 | Zwycięzca lub mistrzostwo |
| Srebrny                                                               | 2. miejsce lub wicemistrzostwo |
| Brązowy                                                               | 3. miejsce lub II wicemistrzostwo |
| Zielony                                                               | Ukończył, punktował (w klasyfikacji generalnej, gdy zdobył co najmniej jeden punkt na przestrzeni sezonu, poza trzema powyższymi opcjami) |
| Niebieski                                                             | Ukończył, nie punktował (w klasyfikacji generalnej, gdy nie zdobył co najmniej jednego punktu na przestrzeni sezonu)                      |
| Czerwony                                                              | Nie zakwalifikował się (NZ) |
| Czerwony                                                              | Nie prekwalifikował się (NPK) |
| Różowy                                                                | Nie ukończył (NU) |
| Różowy                                                                | Niesklasyfikowany (NS) (w klasyfikacji generalnej, gdy nie został sklasyfikowany w żadnym wyścigu sezonu)                                 |
| Czarny                                                                | Zdyskwalifikowany (DK) |
| Czarny                                                                | Wykluczony (WYK/EX) |
| Biały                                                                 | Nie wystartował (NW) |
| Biały                                                                 | Kontuzjowany (K/INJ) |
| Biały                                                                 | Wyścig odwołany (OD/C) |
| Bez koloru                                                            | Został wycofany (WYC/WD) |
| Bez koloru                                                            | Nie przybył (NP/DNA) |
| Bez koloru                                                            | Nie brał udziału w treningach (NT/DNP) |
| Bez koloru                                                            | Nie został zgłoszony (–) |
| Pogrubienie                                                           | Start z pole position |
| Kursywa                                                               | Najszybsze okrążenie wyścigu |
| †                                                                     | Nie ukończył, ale jego rezultat został zaliczony ze względu na przejechanie więcej niż 90% dystansu wyścigu.                              |
| *                                                                     | Sezon w trakcie |
| 1/2/3                                                                 | Punktowana pozycja w sprincie kwalifikacyjnym                                                                                             |
| Lista systemów punktacji Formuły 1                                    | |

| Rok  | Zespół               | Wyniki w poszczególnych eliminacjach | Wyniki w poszczególnych eliminacjach | Wyniki w poszczególnych eliminacjach | Wyniki w poszczególnych eliminacjach | Wyniki w poszczególnych eliminacjach | Wyniki w poszczególnych eliminacjach | Wyniki w poszczególnych eliminacjach | Wyniki w poszczególnych eliminacjach | Wyniki w poszczególnych eliminacjach | Wyniki w poszczególnych eliminacjach | Wyniki w poszczególnych eliminacjach | Wyniki w poszczególnych eliminacjach | Wyniki w poszczególnych eliminacjach | Wyniki w poszczególnych eliminacjach | Wyniki w poszczególnych eliminacjach | Wyniki w poszczególnych eliminacjach | Punkty | Pozycja |
| ---- | -------------------- | ------------------------------------ | ------------------------------------ | ------------------------------------ | ------------------------------------ | ------------------------------------ | ------------------------------------ | ------------------------------------ | ------------------------------------ | ------------------------------------ | ------------------------------------ | ------------------------------------ | ------------------------------------ | ------------------------------------ | ------------------------------------ | ------------------------------------ | ------------------------------------ | ------ | ------- |
| 2012 |                      | TUR                                  | TUR                                  | ESP                                  | ESP                                  | VAL                                  | VAL                                  | GBR                                  | GBR                                  | DEU                                  | DEU                                  | HUN                                  | HUN                                  | BEL                                  | BEL                                  | ITA                                  | ITA                                  | 0      | 27      |
| 2012 | Jenzer Motorsport    | -                                    | -                                    | -                                    | -                                    | -                                    | -                                    | 14                                   | 12                                   | -                                    | -                                    | -                                    | -                                    | -                                    | -                                    | -                                    | -                                    | 0      | 27      |
| 2012 | Atech CRS Grand Prix | -                                    | -                                    | -                                    | -                                    | -                                    | -                                    | -                                    | -                                    | -                                    | -                                    | 18                                   | 18                                   | -                                    | -                                    | -                                    | -                                    | 0      | 27      |
| 2013 | ART Grand Prix       | ESP                                  | ESP                                  | MON                                  | MON                                  | VAL                                  | VAL                                  | GBR                                  | GBR                                  | DEU                                  | DEU                                  | HUN                                  | HUN                                  | BEL                                  | BEL                                  | ITA                                  | ITA                                  | 138    | 2       |
| 2013 | ART Grand Prix       | 24                                   | 14                                   | 2                                    | 7                                    | 3                                    | 5                                    | 1                                    | NU                                   | 6                                    | 4                                    | 3                                    | 3                                    | 3                                    | 4                                    | 15                                   | 16                                   | 138    | 2       |

### Podsumowanie
| Sezon | Seria                      | Zespół                | Wyścigi | Zwycięstwa | PP | NO | Podium | Punkty | Poz. koń. |
| ----- | -------------------------- | --------------------- | ------- | ---------- | -- | -- | ------ | ------ | --------- |
| 2008  | Europejska Formuła BMW     | EuroInternational     | 15      | 0          | 0  | 0  | 0      | 60     | 16        |
| 2008  | Światowy Finał Formuły BMW | Josef Kaufmann Racing | 1       | 0          | 0  | 0  | 0      | N/A    | 10        |
| 2009  | Europejska Formuła BMW     | Josef Kaufmann Racing | 16      | 0          | 0  | 0  | 0      | 148    | 8         |
| 2009  | Formuła BMW Pacyfiku       | EuroInternational     | 3       | 2          | 2  | 2  | 2      | N/A    | NS†       |
| 2010  | Europejska Formuła BMW     | Eifelland Racing      | 16      | 0          | 0  | 0  | 1      | 148    | 8         |
| 2011  | Włoska Formuła 3           | Arco Motorsport       | 14      | 0          | 1  | 2  | 2      | 55     | 10        |
| 2011  | Formuła 3 Euroseries       | Mücke Motorsport      | 3       | 0          | 0  | 0  | 0      | N/A    | NS†       |
| 2012  | Światowa Seria Auto GP     | Campos Racing         | 10      | 0          | 0  | 0  | 2      | 68     | 7         |
| 2012  | European F3 Open           | Campos Racing         | 16      | 3          | 3  | 2  | 6      | 186    | 4         |
| 2012  | Seria GP3                  | Jenzer Motorsport     | 4       | 0          | 0  | 0  | 0      | 0      | 25        |
| 2012  | Seria GP3                  | Atech CRS Grand Prix  | 4       | 0          | 0  | 0  | 0      | 0      | 25        |
| 2013  | Seria GP3                  | ART Grand Prix        | 16      | 1          | 1  | 2  | 6      | 138    | 2         |
| 2014  | Seria GP2                  | Hilmer Motorsport     | 8       | 0          | 0  | 0  | 0      | 0      | 31        |
| 2015  | Formuła Renault 3.5        | Zeta Corse            | 0       | 0          | 0  | 0  | 0      | 0      | NS        |
| 2015  | Auto GP                    | FMS Racing            | 4       | 1          | 1  | 2  | 3      | 68     | 2         |
| 2015  | Europejska Formuła 3       | EuroInternational     | 0       | 0          | 0  | 0  | 0      | 0      | NS        |
| 2015  | 24H Series - 997           | MSG Motorsport 2      | 1       | 0          | 0  | 1  | 0      | 0      | NS        |
| 2016  | Top Race V6 Argentina      | 3M Racing             | 8       | 0          | 0  | 0  | 0      | 7      | 24        |
| 2016  | 24H Series - 991           | MSG Motorsport        | 1       | 0          | 0  | 0  | 0      | 0      | NS        |

- † – Regalía nie był liczony do klasyfikacji generalnej.